# المواطن (فلم)
المواطن  (بالإنجليزية: The Citizen) هو فيلم دراما تم إنتاجه في الولايات المتحدة وصدر في سنة 2012. الفيلم من إخراج سام كايد من بطولة خالد النبوي ووليام أثرتون.

## القصة
الفيلم يتناول قصة مواطن عربي يصل إلى الولايات المتحدة قبل يوم واحد من تفجيرات 11 سبتمبر، ويتناول تلك الأحداث وتداعياتها على معيشة المواطن العربي هناك من خلال وجهة نظر مغايرة لوجهة النظر الأمريكية التقليدية، التي تجني دوما على العرب حينما يكون هناك حديث عن ضحايا برجي التجارة.

## وصلات خارجية
- مقالات تستعمل روابط فنية بلا صلة مع ويكي بيانات